# Alexei Woronzow
Alexei Sergejewitsch Woronzow (russisch Алексей Сергеевич Воронцов; * 18. Januar 1986 in Ust-Kamenogorsk, Kasachische SSR) ist ein ehemaliger kasachischer Eishockeyspieler, der zuletzt bis 2017 beim HSC Csíkszereda in der MOL Liga unter Vertrag stand.

## Karriere
Alexei Woronzow begann seine Karriere als Eishockeyspieler beim HK Sibir Nowosibirsk, für den er in der Saison 2003/04 sein Debüt in der Perwaja Liga, der dritten russischen Spielklasse, gab. Die Spielzeit beendete der Angreifer jedoch bei Barys Astana in der Kasachischen Eishockeymeisterschaft. Im Sommer 2004 unterschrieb der Junioren-Nationalspieler bei Kaszink-Torpedo Ust-Kamenogorsk, für das er in den folgenden fünf Jahren sowohl in der Kasachischen Meisterschaft sowie im russischen Ligensystem in der Wysschaja Liga bzw. Perwaja Liga auflief. Mit Ust-Kamenogorsk wurde der Linksschütze 2005 und 2007 jeweils Kasachischer Meister.
Ab der Saison 2009/10 spielte Woronzow erneut bei seinem Ex-Club Barys Astana, der in der Zwischenzeit in die Kontinentale Hockey-Liga aufgenommen wurde. Dabei wurde er ab Spätherbst 2011 an den HK Astana ausgeliehen. Zu Beginn der Saison 2012/13 kehrte er zunächst zu Barys in deren zweite Mannschaft zurück, spielte dann aber nach zwei Spielen für den HK Beibarys Atyrau die Spielzeit beim HK Ertis Pawlodar zu Ende, mit dem er erneut die kasachische Meisterschaft gewinnen konnte. Nach einem Jahr bei Nomad Astana, dem Farmteam von Barys Astana, spielte er 2014/15 erneut für die Nordkasachen aus Pawlodar und gewann mit diesen die kasachische Meisterschaft. 2015 kehrte er zu Barys Astana zurück, wo er einen neuen Anlauf in der KHL nahm, meist aber nur bei Nomad Astana zum Einsatz kam. So kehrte er 2016 nach Pawlodar zurück, wechselte aber bereits im Oktober des Jahres zum HSC Csíkszereda in die MOL Liga, wo er 2017 seine Karriere beendete.

### International
Für Kasachstan nahm Woronzow im Juniorenbereich an der U18-Weltmeisterschaft 2004 sowie der U20-Weltmeisterschaft 2006 jeweils in der Division I teil. Zudem errang er mit der kasachischen Studentenauswahl bei der Winter-Universiade 2013 im italienischen Trentino die Silbermedaille hinter Russland.
Im Seniorenbereich stand er im Aufgebot seines Landes bei den Weltmeisterschaften der Division I 2008, 2009 und 2015 sowie der Top-Division 2010 und 2012.

## Erfolge und Auszeichnungen
- 2005 Kasachischer Meister mit Kaszink-Torpedo Ust-Kamenogorsk
- 2007 Kasachischer Meister mit Kaszink-Torpedo Ust-Kamenogorsk
- 2009 Aufstieg in die Top-Division bei der Weltmeisterschaft der Division I, Gruppe A
- 2013 Kasachischer Meister mit dem HK Ertis Pawlodar
- 2013 Silbermedaille bei der Winter-Universiade 2013
- 2015 Kasachischer Meister mit dem HK Ertis Pawlodar
- 2015 Aufstieg in die Top-Division bei der Weltmeisterschaft der Division I, Gruppe A

## KHL-Statistik
(Stand: Ende der Saison 2015/16)